# Annika Sjölén
Annika Sjölén, född 28 december 1963 i Sundbyberg, är en svensk före detta friidrottare (häcklöpning). Hon representerade SoIK Hellas.